# سنژانا میخائیلوا
سنژانا میخائیلوا (انگلیسی: Snezhana Mikhaylova؛ زادهٔ ۲۹ ژانویهٔ ۱۹۵۴) بازیکن بسکتبال اهل بلغارستان است.
از باشگاه‌هایی که در آن بازی کرده‌است می‌توان به اشاره کرد.